# Mélange
Mélange (fr. "blandning"), bergartskropp som består av en blandning av olika slags bergartsfragment.